# Urgleptes trivittatus
Urgleptes trivittatus là một loài bọ cánh cứng trong họ Cerambycidae.